# کودماهی خلیج
کودماهی خلیج (نام علمی: Brevoortia patronus) نام یک گونه از زیرخانواده شاه‌ماهی‌های گودابه است.